# Tito Petronio Segundo
Tito Petronio Segundo (40 - 97) fue prefecto del cuerpo de guardaespaldas imperial, conocido comúnmente con el nombre de Guardia Pretoriana durante el reinado del emperador Tito Flavio Domiciano (94 - 96).

## Carrera
Antes de su nombramiento como comandante de la guardia, Petronio había servido como gobernador de la provincia de Egipto (92 - 93).
Según las antiguas fuentes, Petronio fue uno de los numerosos gobernadores oficiales que se vieron implicados en la conspiración para asesinar a Domiciano el 18 de septiembre de 96. Tras el ascenso al poder de Nerva, Petronio fue relevado de sus servicios como prefecto y se retiró a las afueras de la ciudad de Roma. El ejército por su parte siguió apoyando a Domiciano tras su muerte y los desafectos con el Estado desembocaron en una rebelión armada liderada por el prefecto de la guardia Casperio Eliano, el cual, a la cabeza de una pequeña fuerza de hombres armados, rodeó el palacio imperial y tomó como rehén al mismísimo emperador Nerva, obligándole a satisfacer sus demandas de ejecutar a los responsables de la muerte de Domiciano. La revuelta tuvo éxito y Petronio fue asesinado por órdenes del emperador. 